# Wien Westbahnhof
Station Wien Westbahnhof is een kopstation en wordt beschouwd als het begin van de Westbahn naar onder andere Linz, Salzburg en München. Men kan het station makkelijk bereiken met trams en metro's uit de binnenstad. Buiten intercity's en regionale treinen vertrekt S-Bahn lijn S50 ook vanaf dit station. Tussen 2008 en 2011 werd het station gemoderniseerd. Er werd onder andere een winkelcentrum bijgebouwd, BahnhofCity Wien West genaamd, dat in december 2011 geopend werd.